# 若力堂聖也
若力堂 聖也（わかりきどう せいや、1986年12月23日 - ）は、愛知県豊田市出身で松ヶ根部屋（引退時は二所ノ関部屋）に所属していた元大相撲力士。本名は濱田 聖也（はまだ せいや）。現役時代の体格は身長187cm、体重162.5kg、最高位は西幕下31枚目（2013年11月場所）。取り口は、右四つ、寄り。

## 来歴
師匠の松ヶ根（元・若嶋津六夫）が田宮啓司（琴光喜啓司）の勧誘に失敗した後、田宮の生地である豊田市で濱田を見つけてスカウトされた。
中学卒業間際の2002年3月場所に本名で初土俵を踏む。体格こそ新弟子時代から立派であったがこの頃は相撲の技術をほとんど持っていなかったため新序ノ口となった同年5月場所を3勝4敗と負け越し、序ノ口通過に2場所を所要するなど滑り出しは良くなかった。序二段昇進後も序ノ口と序二段を往復する生活が続き、2003年3月には序二段で7戦全敗。これを見かねた両親が「技と力が早く身に附くように」との願いを込めて四股名「若力堂」を命名し、2003年7月からこの四股名を名乗る。ところが慣れない相撲部屋生活で体重が135㎏程度まで減少したため、新序二段から序二段通過までの時期に於いて星取は5勝2敗或いは2勝5敗が大半を占めるなど成績に安定感を欠き、新三段目は2005年1月場所まで待つことになった。
2006年には三段目に定着したと思われていたが同年7月、9月場所は怪我で全休。しかし西序二段79枚目まで番付を下げた11月場所では格の違いを見せつけ7戦全勝での序二段優勝。翌2007年1月場所、三段目に復帰したこの場所でも勢いは止まらず6勝1敗の好成績で、続く3月場所は最高位を東三段目18枚目まで更新。一旦2008年9月場所を全休するなど足踏みもあったが2009年3月場所には西三段目67枚目の地位で自身2度目の各段優勝となる7戦全勝での三段目優勝。新幕下となった次の5月場所は4勝3敗と勝ち越し、翌7月場所には最高位を西幕下34枚目まで伸ばした。
2010年8月12日、2年前に野球賭博に参加したことを同年6月に行われた相撲協会の調査で申告しなかったことが警視庁の捜査で発覚し、賭け金は1回ごとに5000円、回数は3回であることが明らかになった。特別調査委員会によれば、2008年に阿武松部屋に出稽古に行った際、松谷が幕下・古市から誘われて始め、若力堂は松谷に誘われたとい、本人は「怖くて言い出せないうちに話が大きくなってしまった」と説明した。大相撲野球賭博問題に関する当初の方針は「申告漏れがあった場合は解雇」というものであったが温情的に直後の9月場所から2場所の出場停止のみで済んだ。
東序二段42枚目まで番付を落とした翌2011年1月場所も4番相撲から途中出場という不調ぶりであった。翌5月技量審査場所、続く7月場所をそれぞれ6勝1敗の好成績として、ブランク明けから約半年で幕下に復帰。2013年3月場所は東三段目74枚目の地位で7戦全勝し、三段目優勝同点。次の9月場所から翌2014年1月場所まで5場所連続で幕下に定着するなど成長の様子を見せ、2013年11月場所には27歳を目前として最高位を西幕下31枚目まで更新する奮戦ぶりであった。
しかし、2014年3月場所を三段目で全休したことを境目に幕下では全く通用しなくなり、持病の椎間板ヘルニアにも悩まされて2016年1月場所初日の相撲を最後に引退した。

## 主な成績
- 生涯戦歴 271勝245敗58休（83場所）
- 序二段優勝1回、三段目優勝1回

| | 一月場所 初場所（東京）   | 三月場所 春場所（大阪）   | 五月場所 夏場所（東京） | 七月場所 名古屋場所（愛知） | 九月場所 秋場所（東京）       | 十一月場所 九州場所（福岡）   |
| --- | ------------------------- | ------------------------- | ----------------------- | --------------------------- | ----------------------------- | ----------------------------- |
| 2002年 （平成14年） | x                         | （前相撲）                | 西序ノ口29枚目 3–4      | 西序二段21枚目 4–3          | 東序二段111枚目 3–4           | 東序二段7枚目 3–4             |
| 2003年 （平成15年） | 西序ノ口12枚目 4–3        | 西序二段83枚目 0–7        | 東序二段114枚目 3–4     | 西序ノ口筆頭 5–2            | 西序二段73枚目 2–5            | 西序二段104枚目 6–1           |
| 2004年 （平成16年） | 東序二段23枚目 2–5        | 西序二段49枚目 2–5        | 東序二段77枚目 2–5      | 西序二段106枚目 5–2         | 西序二段57枚目 5–2            | 東序二段15枚目 5–2            |
| 2005年 （平成17年） | 東三段目78枚目 1–6        | 東序二段13枚目 5–2        | 東三段目78枚目 3–4      | 東三段目90枚目 5–2          | 西三段目57枚目 3–4            | 東三段目75枚目 5–2            |
| 2006年 （平成18年） | 東三段目45枚目 3–4        | 西三段目58枚目 2–5        | 西三段目83枚目 5–2      | 東三段目49枚目 休場 0–0–7   | 西序二段9枚目 休場 0–1–6      | 西序二段79枚目 優勝 7–0       |
| 2007年 （平成19年） | 西三段目74枚目 6–1        | 東三段目18枚目 2–5        | 西三段目46枚目 3–4      | 西三段目55枚目 5–2          | 西三段目28枚目 4–3            | 西三段目15枚目 3–4            |
| 2008年 （平成20年） | 西三段目27枚目 5–2        | 西三段目筆頭 3–4          | 西三段目12枚目 3–4      | 東三段目27枚目 4–3          | 西三段目12枚目 休場 0–0–7     | 西三段目72枚目 5–2            |
| 2009年 （平成21年） | 東三段目43枚目 2–2–3      | 西三段目67枚目 優勝 7–0   | 東幕下42枚目 4–3        | 西幕下34枚目 1–6            | 東三段目7枚目 5–2             | 東幕下47枚目 4–3              |
| 2010年 （平成22年） | 東三段目40枚目 0–5–2      | 西三段目15枚目 3–4        | 西三段目28枚目 3–4      | 東三段目48枚目 5–2          | 東三段目21枚目 出場停止 0–0–7 | 西三段目81枚目 出場停止 0–0–7 |
| 2011年 （平成23年） | 東序二段42枚目 4–0–3      | 八百長問題 により中止     | 東序二段20枚目 6–1      | 西三段目44枚目 6–1          | 西幕下52枚目 3–4              | 東三段目5枚目 4–3             |
| 2012年 （平成24年） | 東幕下55枚目 0–5–2        | 東三段目32枚目 6–1        | 西幕下50枚目 3–4        | 東三段目2枚目 3–4           | 西三段目17枚目 3–4            | 西三段目31枚目 3–4            |
| 2013年 （平成25年） | 東三段目46枚目 1–6        | 東三段目74枚目 7–0        | 西幕下40枚目 3–4        | 東幕下48枚目 4–3            | 西幕下41枚目 4–3              | 西幕下31枚目 1–6              |
| 2014年 （平成26年） | 西幕下52枚目 1–6          | 西三段目22枚目 休場 0–0–7 | 西三段目82枚目 3–4      | 西三段目96枚目 5–2          | 東三段目62枚目 3–4            | 東三段目81枚目 5–2            |
| 2015年 （平成27年） | 西三段目49枚目 6–1        | 東幕下59枚目 2–5          | 東三段目29枚目 3–4      | 西三段目44枚目 6–1          | 西幕下55枚目 3–4              | 西三段目3枚目 2–5             |
| 2016年 （平成28年） | 西三段目25枚目 引退 1–0–6 | x                         | x                       | x                           | x                             | x                             |
| 各欄の数字は、「勝ち-負け-休場」を示す。 優勝 引退 休場 十両 幕下 三賞：敢=敢闘賞、殊=殊勲賞、技=技能賞 その他：★=金星 番付階級：幕内 - 十両 - 幕下 - 三段目 - 序二段 - 序ノ口 幕内序列：横綱 - 大関 - 関脇 - 小結 - 前頭（「#数字」は各位内の序列） |                           |                           |                         |                             |                               |                               |

## 改名歴
- 濱田 聖也（はまだ せいや）2002年3月場所-2003年5月場所
- 若力堂 聖也（わかりきどう せいや）2003年7月場所-2016年1月場所